# Barrio la Magdalena
Barrio la Magdalena är en ort i kommunen Temascaltepec i delstaten Mexiko i Mexiko. Samhället hade 105 invånare vid folkräkningen 2020.